# Markus Heiniger
Markus Heiniger (* 1954) ist ein Schweizer Historiker und Journalist.

## Leben
Heiniger studierte Geschichte in Zürich und war Redakteur der Friedenszeitung. Heute ist er als Programmleiter in der Politischen Abteilung IV des Eidgenössischen Departements für auswärtige Angelegenheiten (EDA) tätig.
Als Historiker arbeitet er nicht mehr. Trotzdem hat er als Geschichtswissenschaftler ein Buch geschrieben, das innerhalb der Schweiz grosses Aufsehen erregt und verschiedenste Diskurse angestossen hat (siehe Kap. „Dreizehn Gründe …“).
Zur Veranstaltung des 60. Jahrestag des Friedensrates vom 5. bis 7. August 2005 hielt er einen Vortrag mit dem Titel: 1945: Lehren aus dem Krieg – Aufbruch zum Frieden?.
Er war früher als Sekretär innerhalb des Friedensrates tätig.

## Dreizehn Gründe …
Nach Angaben der Schweizer Wochenzeitung hat Markus Heiniger in seinem Buch «Warum die Schweiz im Zweiten Weltkrieg nicht erobert wurde» die zentralen Erkenntnisse der wissenschaftlichen Aufarbeitung der Zeit zwischen 1933 und 1945 zusammengefasst und neu erörtert.
Der Tages-Anzeiger nimmt das Buch (neben dem Werk Bundeshaushalt, Währung und Kriegswirtschaft als Beispiel für eine Neue Sicht von Jakob Tanner) als Umkehr von der Theorie, dass die Schweiz nur „Glück“ hatte, unbeschadet aus der faschistischen Ära herausgekommen zu sein. Er und Tanner nahmen weniger den militärischen Faktor in Augenschein, sondern vielmehr die „wirtschaftliche Kooperation der Schweiz mit Nazi-Deutschland“.
Das Buch Dreizehn Gründe... wird im Kapitel Zweiter Weltkrieg: Kritische Töne 1975–1995 des Historischen Lexikons der Schweiz erwähnt.

## Schriften
- Markus Heiniger: Dreizehn Gründe: Warum die Schweiz im Zweiten Weltkrieg nicht erobert wurde. Limmat, Zürich 1989, ISBN 3-85791-155-7.
- Handeln für eine Welt. Helvetas und ihre internationale Zusammenarbeit von A bis Z. Für die Organisation Helvetas, Zürich 1995.